# آرشاک فتواچیان
آرشاک فتواچیان (ارمنی: Արշակ Աբրահամի Ֆեթվաճյան؛ ۱ اکتبر ۱۸۶۶ – ۷ اکتبر ۱۹۴۷) نقاش اهل ارمنستان بود. او بیشتر بابت نقاشی‌های آبرنگ از یادمان‌های معماری قرون وسطایی شهر آنی، و برای طراحی پول و تمبرهای اولین جمهوری ارمنستان مشهور است.